# Geophis dunni
Geophis dunni — вид змій родини полозових (Colubridae). Ендемік Нікарагуа. Вид названий на честь американського герпетолога Еммерета Ріда Данна.

## Поширення і екологія
Geophis dunni відомі за типовим зразком, зібраним в департаменті Матагальпа. Вони живуть в гірських хмарних лісах, на висоті від 700 до 1600 м над рівнем моря. Відкладають яйця.